# 成都市新都区升庵中学
成都市新都区升庵中学得名于明代状元杨升庵，它成立于2002年。升庵中学校训“好学穷理，精思深索”提炼于杨升庵的名句“好学穷理，老而弥笃；思不厌精，索不厌深”。

## 特色课程
自2013年以来，升庵中学先后开设写字书法课、朗诵与口才课、外教英语口语课、排球课，筹备开设芭蕾形体课。

## 历任校长任期
- 周鸣烈（2003-2013）
- 贾磊（2013-）

## 荣誉
- 2009年，升庵中学成为“教育部中小学校长培训项目实践基地”和“成都市高中校长德育管理实训基地”；[3]
- 2010年，升庵中学被确定为“四川省地震灾区校长管理能力提升培训实践基地”；[3]
- 2013年，学校被评为“四川省校园文化建设建设特色学校”。[3]
- 2010年，教育部授予升庵中学“全国中小学校长影子培训基地”。[4]
- 2011年，新都升庵中学成为“省级实验教学示范校”。[5]

### 排球队
- 新都升庵中学于2014年11月13日获得“全国青少年排球高水平后备人才基地”，是四川省第一个获得此荣誉的学校。[6][7]
- 2016年“体彩杯”全国青少年u19男子排球锦标赛中升庵中学排球队获得冠军。[8]
- 2016年8月22日，升庵中学男排在省运会上再次夺冠。[9]